# دافي ارنود
دافي ارنود (بالإنجليزية: Davy Arnaud)‏ (22 يونيو 1980 بنيدرلاند في الولايات المتحدة - ) هو لاعب كرة قدم أمريكي في مركز الهجوم. شارك مع منتخب الولايات المتحدة لكرة القدم. أما مع النوادي، فقد لعب مع إمباكت مونتريال ودي.سي. يونايتد وسبورتينغ كانساس سيتي.

## روابط خارجية
- دافي ارنود على موقع الدوري الأمريكي (الإنجليزية)
- دافي ارنود على موقع قاعدة بيانات كرة القدم.إي يو (الإنجليزية)
- دافي ارنود على موقع ناشيونال فوتبول تيمز (الإنجليزية)
- دافي ارنود على موقع عالم كرة القدم.نت (الإنجليزية)
- دافي ارنود على موقع AS.com (الإسبانية)